# 2248 Kanda
2248 Kanda eller 1933 DE är en asteroid i huvudbältet, som upptäcktes 27 februari 1933 av den tyske astronomen Karl Wilhelm Reinmuth i Heidelberg. Den har fått sitt namn efter Shigeru Kanda.
Asteroiden har en diameter på ungefär 26 kilometer och den tillhör asteroidgruppen Themis.